# Falskspelarna
Falskspelarna är en tidig oljemålning av den italienske barockkonstnären Caravaggio. Den målades omkring 1595 och ingår sedan 1987 i samlingarna i Kimbell Art Museum i Fort Worth. 
Lombarden Caravaggio kom till Rom i början av 1590-talet där han upplevde några framgångsrika år innan han 1606 tvingades fly staden efter att begått ett dråp. Till en början verkade han i ateljén hos manieristen Cavalier d'Arpino där han träffade den unge sicilianske konstnären Mario Minniti. De blev nära vänner och troligen är det han som stått modell för Falskspelaren, liksom för Ung man med fruktkorg och Spåkvinnan. Kardinal Francesco Maria del Monte förvärvade Falskspelarna och blev sedermera en viktig mecenat för Caravaggio.
Bilden skildrar två välklädda personer som spelar kort, troligen primero som var en föregångare till poker. Falskspelaren till höger, med ryggen mot betraktaren, sträcker sig efter sina extra kort i bältet på ryggen samtidigt som en tredje person, som är i maskopi med falskspelaren, tjuvtittar den andre spelarens kort och med handen signalerar till sin kompanjon.  
Den realistiska och dramatiska genremålningen var på många sätt nyskapande och fick många efterföljare. Det finns en replik av tavlan som är i privat ägo i Storbritannien. Det är omtvistat om kopian är utförd av Caravaggio själv eller av annan konstnär. Exempel på liknande tavlor är caravaggisten Valentin de Boulognes Falskspelaren och Georges de La Tours Falskspelaren med ruter ess.  

## Bildgalleri

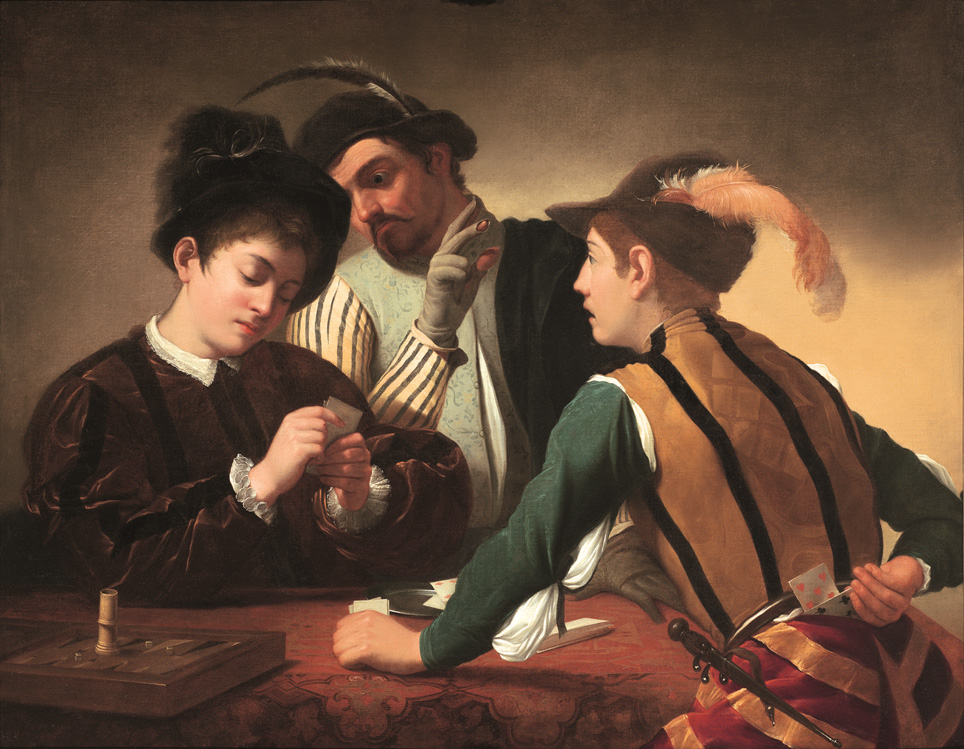
Kopian i privat ägo vars attribuering till Caravaggio är omtvistad.
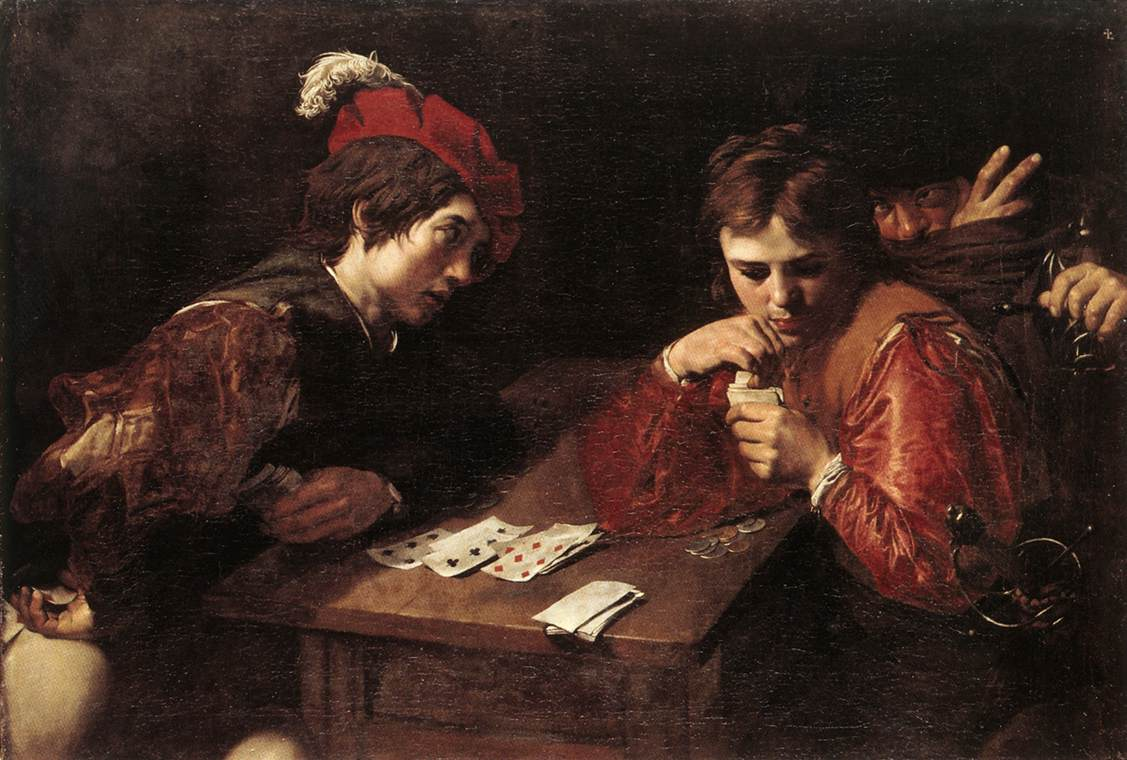
Falskspelarna av Valentin de Boulogne (cirka 1615), Gemäldegalerie Alte Meister.
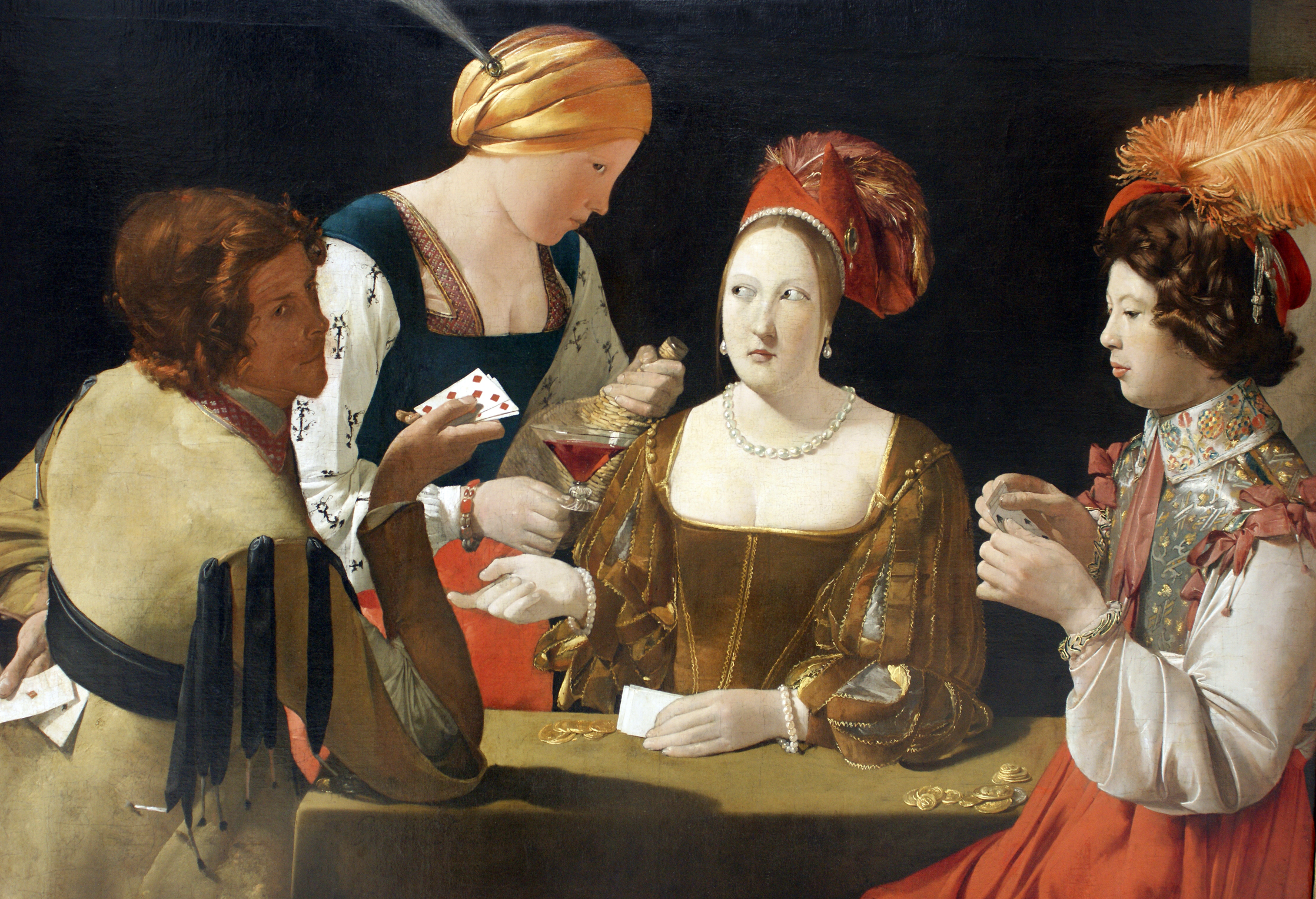
Falskspelaren med ruter ess av Georges de La Tour (1635), Louvren.